# Джоб Чарнок
Джоб Чарнок (1630–1692/1693) був англійським адміністратором Ост-Індської компанії. Його зазвичай вважають засновником міста Колката (Калькутта); однак ця точка зору була оскаржена, і в 2003 році Калькуттський високий суд оголосив, що його не слід вважати засновником.. Можливо, в цьому районі проживали жителі з першого століття нашої ери.